# Necoclí
Necoclí è un comune della Colombia facente parte del dipartimento di Antioquia.
Il centro abitato venne fondato da Alonso de Ojeda nel 1509, mentre l'istituzione del comune è del 28 novembre 1977.
Confina a nord e a ovest con il Mar dei Caraibi e con i comuni di Arboletes a sud e Turbo a est.